# БН-1200
БН-1200 — проектируемый серийный реактор на быстрых нейтронах с натриевым теплоносителем электрической мощностью 1220 МВт.

## Модификации
БН-1200М — с ним планируется построить пятый энергоблок Белоярской АЭС у города Заречный в Свердловской области.

## Обоснование
БН-1200 разрабатывался с целями создать реактор на быстрых нейтронах с улучшенными техническими, эксплуатационными и экономическими параметрами:
- создание надежной конструкции реакторной установки для серийного коммерческого энергоблока с переходом к замкнутому ядерному топливному циклу;
- снижение технико-экономических показателей энергоблока на быстрых нейтронах до уровня энергоблоков ВВЭР той же мощности;
- повышение безопасности согласно требований к реакторным установкам четвёртого поколения.

Мощность энергоблока выбрана исходя из требований:
- одинаковая электрическая мощность с ВВЭР-1200, что позволит использовать единый подход к выбору площадок для размещения АЭС, унифицировать теплогенератор и другое электротехническое оборудование для энергоблоков с разными типами реакторов;
- ограничение габаритов для возможности перевозки оборудования по железной дороге.

## Технические характеристики
| Характеристика                                                               | БН-1200 |
| ---------------------------------------------------------------------------- | ------- |
| Тепловая мощность реактора, МВт                                              | 2800    |
| Нетто-КПД, %                                                                 | 39      |
| Давление пара перед турбиной, атм                                            |         |
| Давление в первом контуре, атм                                               |         |
| Давление во втором контуре, атм                                              |         |
| Температура натрия на входе в реактор, °C:                                   |         |
| Температура натрия на входе в теплообменники первого контура                 |         |
| Температура натрия на выходе из теплообменников второго контура              |         |
| Диаметр активной зоны, м                                                     |         |
| Высота активной зоны, м                                                      |         |
| Диаметр ТВЭЛа, мм                                                            | 9,3 мм  |
| Число ТВЭЛов в кассете                                                       |         |
| Загрузка топлива, т                                                          |         |
| Среднее обогащение урана, %                                                  |         |
| Среднее выгорание топлива, МВт-сут/кг                                        |         |
| Электрическая мощность, МВт                                                  | 1220    |
| Температура теплоносителя первого контура в промежуточном теплообменнике, °C | 550     |
| Температура в парогенераторе, °C                                             | 527     |
| Температура пара, °C                                                         | 510     |
| Давление пара, МПа                                                           | 17      |
| Проектный срок службы, лет                                                   | 60      |

В число мер повышения безопасности входят исключение внешних трубопроводов с натрием из первого контура и пассивное аварийное охлаждение реактора.

## История проекта
В 2014 году в ОКБМ имени И. И. Африкантова была завершена первичная разработка материалов проекта энергоблока. В рамках этого проекта были разработаны основные схемно-технологические решения, основные здания, системы, коммуникации, а также выполнены технико-экономические оценки.

## Экономические характеристики
По данным Института проблем энергетики на 2017 год, проектные капитальные затраты на строительстве реакторов БН более чем на 50 % превышают таковые для легководных реакторов аналогичной мощности.
В 2019 году планировалось снизить стоимость строительства до соизмеримой с реактором типа ВВЭР-1200.

## Строительство
На 2019 год местом строительства энергоблока с БН-1200 была предложена Белоярская АЭС в Свердловской области, где уже работают реакторы БН-600 и БН-800. По состоянию на 2024 год для начала строительства пятого энергоблока БАЭС с реактором БН-1200 осталось получить лицензию в Ростехнадзоре. Начало строительства (начало подготовительных работ) было запланировано на конец 2025 года, а заливка фундамента реакторного блока — на 2026 год.
В 2024 году появилась информация о планах построить к 2041 году около посёлка Рефтинский в Свердловской области новую АЭС с реакторами на быстрых нейтронах мощностью 1255 МВт каждый .
В апреле 2025 Ростехнадзор выдал Белоярской АЭС лицензию на размещение энергоблока с реактором БН-1200М на площадке АЭС. На 2025 году запланированы подготовительные работы к его строительству.

### Перенос сроков
В 2013 году планировалось принять решение о строительстве энергоблока с БН-1200 в 2014 году.
В 2016 году предполагалось, что решение о строительстве будет принято после 2019 года.
На 2019 год решение о строительстве предполагалось принять в 2021 году, 
В апреле 2022 представитель Росатома Вячеслав Першуков заявил о том, что проект готов к строительству и решение о сроках его начала будет принято в 2022 году.
В декабре 2022 года Росатом планировал в 2027 году получить лицензию на строительство пятого энергоблока Белоярской АЭС с реактором БН-1200М. По состоянию на июль 2024 года документы для получения лицензии были на рассмотрении в Ростехнадзоре. В июле 2025 года были начаты работы по подготовке строительной площадки.

## Доводка реактора
В 2015 году на совещании по проекту БН-2000, организованном Росатомом, проект реакторной установки получил высокие оценки по части технических решений. Но проектирование энергоблока на базе реактора БН-1200 было подвернут критике, в частности, участники встречи отметили, что проекта как такового пока нет, а материалы к нему не проработаны.
На 2015 год проект реактора не удовлетворял требованиям рынка: расчётные технико-экономические характеристики БН-1200, в том числе капитальные вложения в строительство и цена электроэнергии уступают энергоблокам ВВЭР-1200 на 15 %. В этом проекте БН-1200 заведомо неконкурентоспособен на рынке ядерных реакторов. В качестве новых ориентиров для проектирования экономических характеристик энергоблока были указаны лучшие мировые проекты АЭС с реакторами на тепловых нейтронах — например, проект CAP-1400, который делают в Китае на базе AP-1000.
В 2015 году эксперты отмечали, что на то время ещё не был реализован замкнутый ядерный топливный цикл:
- не завершены исследовательские и конструкторские работы по нитридному СНУП-топливу;
- нет промышленного производства МОКС;
- нет готовых технологий производства и обновления топлива.

На совещании в 2015 году представители Росатома призвали проектантов к комплексному подходу: проектируя реактор, нужно иметь в голове картину всего промышленного комплекса, в том числе модулей производства и обновления топлива. На это разработчикам были даны два года.
По плану 2015 года к 2017 году требовалось:
- разработать техническое задание на промышленный энергокомплекс (ПЭК: энергоблок, модуль производства и модуль обновления топлива), а также технические требования к объектам;
- исправить материалы проекта энергоблока и технические проекты реакторной и турбинной установок с учётом замечаний экспертизы;
- выполнить обликовый проект ПЭК с анализом топливного баланса, логистики и технико-экономических показателей.

По состоянию на 2022 год основная часть этих проблем была решена. Производство МОКС-топлива для реакторов серии БН было начато в 2018 году. На 2022 год работы по нитридному топливу успешно продвинулись вперёд и планировались к сдаче в 2024 году. Эти работы могут послужить основой цикла рефабрикации топлива.